# Campionati europei di sollevamento pesi 1905
I Campionati europei di sollevamento pesi 1905, 9ª edizione della manifestazione, si svolsero ad Amsterdam il 29 gennaio 1905.

## Formula
La formula prevedeva quattro serie di sollevamenti:
- due sollevamenti a distensione a due mani;
- due sollevamenti a slancio a due mani.

## Resoconto
Si disputarono in formato "Open", senza limiti di peso. I tre posti sul podio furono appannaggio di atleti tedeschi.

## Risultati
| Evento | Oro            | Oro   | Argento           | Argento | Bronzo        | Bronzo |
| ------ | -------------- | ----- | ----------------- | ------- | ------------- | ------ |
| Open   | Georg Schleidt | 275,0 | Fritz Eickeltrath | 262,5   | Andreas Maier | 247,5  |

## Medagliere
| Posiz. | Nazione  | Oro | Argento | Bronzo | Totale |
| ------ | -------- | --- | ------- | ------ | ------ |
| 1      | Germania | 1   | 1       | 1      | 3      |
| Totale | Totale   | 1   | 1       | 1      | 3      |